# O căruță spre Viena
O căruță spre Viena (în cehă Kočár do Vídně; cunoscut și ca Coach to Vienna, lansat în SUA sub denumirea Carriage to Vienna) este un film cehoslovac dramatic de război din 1966, regizat de Karel Kachyňa. A scris scenariul împreună cu Jan Procházka, după cartea cu același nume.
Povestea are loc în Moravia de Sud, chiar înainte de sfârșitul celui de-al Doilea Război Mondial, în 1945.
A avut un buget de 1,45 milioane de coroane cehoslovace. În 1966, filmul a primit un premiu principal la Festivalul Internațional de Film de la Karlovy Vary. Cu toate acestea a fost denunțat și ca o „rătăcire ideologică rușinoasă”, anticehă, antigermană și antipartizană de unii critici. Filmul a fost interzis după invazia Cehoslovaciei de către țările Pactului de la Varșovia în 1968.

## Rezumat
În Cehoslovacia, la începutul lunii mai 1945, forțele germane în retragere îl spânzură pe soțul Kristei pentru o infracțiune minoră. După înmormântare, un dezertor german pe nume Hans îi ordonă sub amenințarea armei să-l ducă pe el și pe Günther, tovarășul său austriac pe moarte, spre sud, prin păduri, până la Viena. 
În căruța ei trasă de cai, ea îi duce de-a lungul unei rețele de drumuri care în cele din urmă duc spre nord, către sovieticii care avansează. Krista i-a condus în mod deliberat în direcția greșită. Deși Hans încearcă să fie prietenos, ea îl tratează cu dispreț și, ori de câte ori vede o oportunitate, aruncă armele bărbaților din căruță, până când nu le mai rămâne decât o pușcă. 
În depărtare se aud clopotele unei biserici, așa că Hans presupune corect că războiul s-a terminat și își smulge însemnele de pe uniformă. Krista, totuși, dorește în continuare să se răzbune și rămâne încăpățânată. 
Pierzându-și în cele din urmă răbdarea cu ea, Hans o aruncă din căruță, dar ea îi urmărește de la distanță. 
Se lasă noaptea și Günther moare, așa că Hans îl îngroapă din greu în pământul pietros și adoarme epuizat. Krista se furișează doar în ciorapi, dar când ajunge față în față cu acesta nu se poate decide să-l omoare. În durerea și singurătatea lor, cei doi îndoliați se apropie și, epuizați, adorm unul în brațele celuilalt.
În zori apare o trupă de partizani cehi care se strecoară până la căruță. Aceștia îi descoperă pe Hans și Krista care au dormit împreună înăuntru. 
O soartă neplăcută îi așteaptă pe Hans și Krista. După ce l-au torturat pe german, îl ucid. Până la urmă, nu contează cine de partea cui este, cruzimea este comună tuturor.

## Distribuție
- Iva Janžurová – Krista, văduva
- Jaromír Hanzlík – soldatul austriac Hans
- Luděk Munzar – soldatul rănit Günther
- Vladimír Ptáček – partizan
- Ivo Niederle – partizan
- Jiří Žák – partizan
- Zdeněk Jarolímek – partizan
- Ladislav Jandos – partizan

## Recenzii
Lexiconul filmelor internaționale spune că „[…] Filmul lui Procházka/Kachyna, realizat în timpul „dezghețului” ceh, descompune clișeele despre bine și rău și este o reamintire emoționantă a umanității. Datorită portretizării sale neobișnuit de critice a partizanilor și a portretizării simpatice a unui soldat german, a stârnit dezbateri aprinse în Cehoslovacia. […] Merită văzut.”